# Tholostoma
Tholostoma is een geslacht van weekdieren uit de klasse van de Gastropoda (slakken).

## Soorten
- Tholostoma carinata Laseron, 1958
- Tholostoma incidata (Hedley, 1902)